# Tornei di tennis femminili indipendenti nel 1970
Nel 1970 c'è stata l'edizione inaugurale del WTA Tour che comprendeva un solo torneo che si è svolto a Houston e dotato di un montepremi di 7500 dollari. Tutti gli altri tornei non appartenevano a nessun circuito.

## Calendario

### Gennaio
| Settimana  | Torneo                                                                                              | Vincitore                                                 | Finalista                            | Semifinalisti | Eliminati ai quarti |
| ---------- | --------------------------------------------------------------------------------------------------- | --------------------------------------------------------- | ------------------------------------ | ------------- | ------------------- |
| gennaio    | Oakland Tournament 1970 Oakland, USA Singolare - Doppio                                             | Billie Jean King                                          | Ann Haydon Jones                     |               |                     |
| gennaio    | Oakland Tournament 1970 Oakland, USA Singolare - Doppio                                             |                                                           |                                      |               |                     |
| 1º gennaio | South Australian Championships 1970 Adelaide, Australia Singolare - Doppio                          | Finale cancellata per pioggia                             |                                      |               |                     |
| 1º gennaio | South Australian Championships 1970 Adelaide, Australia Singolare - Doppio                          | Finale cancellata per pioggia                             |                                      |               |                     |
| 1º gennaio | Northern India and Punjab State Championships 1970 Amritsar, India Singolare - Doppio               | Aleksandra Ivanova 6-1 6-3                                | Irena Skulj                          |               |                     |
| 1º gennaio | Northern India and Punjab State Championships 1970 Amritsar, India Singolare - Doppio               |                                                           |                                      |               |                     |
| 1º gennaio | Northern India and Punjab State Championships 1970 Amritsar, India Singolare - Doppio               | Doppio misto: Irena Skulj Zlatko Ivancic 6-2 6-2          | Indu Sood Madhusudan                 |               |                     |
| 1º gennaio | South Island Championships 1970 Nelson, Nuova Zelanda Singolare - Doppio                            | Alice Tym 4-6 6-2 6-1                                     | Beverley Vercoe                      |               |                     |
| 1º gennaio | South Island Championships 1970 Nelson, Nuova Zelanda Singolare - Doppio                            | Marilyn Pryde Alice Tym 6-3 3-6 7-5                       | Stephanie Bardsley Robyn Legge       |               |                     |
| 1º gennaio | South Island Championships 1970 Nelson, Nuova Zelanda Singolare - Doppio                            | Doppio misto: Beveley Vercoe Paul Thomson 4-6 6-4 8-6     | Robyn Legge Peter Burwash            |               |                     |
| 1º gennaio | Faucombrige Trophy 1970 Valencia, Spagna Terra rossa Singolare - Doppio                             | Maria-Carmen Coronado 6-3 6-3                             | Edda Buding                          |               |                     |
| 1º gennaio | Faucombrige Trophy 1970 Valencia, Spagna Terra rossa Singolare - Doppio                             |                                                           |                                      |               |                     |
| 3 gennaio  | Eastern Province Championships 1970 Port Elizabeth, Sudafrica Cemento Singolare - Doppio            | Patricia Walkden-Pretorius 6-4 6-2                        | Ann Haydon Jones                     |               |                     |
| 3 gennaio  | Eastern Province Championships 1970 Port Elizabeth, Sudafrica Cemento Singolare - Doppio            |                                                           |                                      |               |                     |
| 4 gennaio  | Western Australian Championships 1970 Perth, Australia Erba Singolare - Doppio                      | Margaret Smith-Court 6-4 6-4                              | Kerry Melville Reid                  |               |                     |
| 4 gennaio  | Western Australian Championships 1970 Perth, Australia Erba Singolare - Doppio                      | Karen Krantzcke Kery Melville 6-1 6-1                     | Margaret Court Winnie Shaw           |               |                     |
| 4 gennaio  | Western Australian Championships 1970 Perth, Australia Erba Singolare - Doppio                      | Doppio misto: Karen Krantzcke Ken Stuart 6-3 6-3          | Kerry Melville Bernard Paul          |               |                     |
| 4 gennaio  | Asian Championships 1970 Delhi, India Singolare - Doppio                                            | I. Azbandaze 9-7 6-3                                      | Aleksandra Ivanova                   |               |                     |
| 4 gennaio  | Asian Championships 1970 Delhi, India Singolare - Doppio                                            |                                                           |                                      |               |                     |
| 5 gennaio  | Sydney Manly Seaside Championships 1970 Sydney, Australia Erba Singolare - Doppio                   | Evonne Goolagong Cawley 6-2 4-6 6-1                       | Karen Krantzcke                      |               |                     |
| 5 gennaio  | Sydney Manly Seaside Championships 1970 Sydney, Australia Erba Singolare - Doppio                   | Evonne Goolagong Pat Edwards 6-2 3-6 6-0                  | Lesley Bowrey Jan O'Neil             |               |                     |
| 10 gennaio | Tasmanian Open 1970 Hobart, Australia Erba Singolare - Doppio                                       | Margaret Smith-Court 6-2 6-2                              | Karen Krantzcke                      |               |                     |
| 10 gennaio | Tasmanian Open 1970 Hobart, Australia Erba Singolare - Doppio                                       |                                                           |                                      |               |                     |
| 10 gennaio | OFS Championships 1970 Bloemfontein, Sudafrica Cemento Singolare - Doppio                           | Ann Haydon Jones 6-4 8-6                                  | Jane Peaches Bartkowicz              |               |                     |
| 10 gennaio | OFS Championships 1970 Bloemfontein, Sudafrica Cemento Singolare - Doppio                           | Ann Jones Pat Walkden 6-1 6-1                             | Peaches Bartkowicz Val Ziegenfuss    |               |                     |
| 11 gennaio | New Zealand Championships 1970 Auckland, Nuova Zelanda Erba Singolare - Doppio                      | Marilyn Pryde-Lawrence 8-6 6-1                            | Robyn Hunt-Legge                     |               |                     |
| 11 gennaio | New Zealand Championships 1970 Auckland, Nuova Zelanda Erba Singolare - Doppio                      | Marilyn Pryde-Lawrence Alice Luthy-Tym 6-1 6-1            | Beverley Vercoe Jill Bloxham         |               |                     |
| 11 gennaio | New Zealand Championships 1970 Auckland, Nuova Zelanda Erba Singolare - Doppio                      | Doppio misto: Alice Tym Bill Tym 6-3 6-3                  | Shirley Collins Don Turner           |               |                     |
| 17 gennaio | Western Province Championships 1970 Città del Capo, Sudafrica Cemento Singolare - Doppio            | Ann Haydon Jones 6-1 6-2                                  | Jane Peaches Bartkowicz              |               |                     |
| 17 gennaio | Western Province Championships 1970 Città del Capo, Sudafrica Cemento Singolare - Doppio            | Ann Jones Pat Walkden 6-1 6-1                             | Peaches Batkowicz Val Ziegenfuss     |               |                     |
| 18 gennaio | Indian Championships 1970 Calcutta, India Singolare - Doppio                                        | Anna Ivanova 6-2 6-3                                      | Nina Turkherelli                     |               |                     |
| 18 gennaio | Indian Championships 1970 Calcutta, India Singolare - Doppio                                        |                                                           |                                      |               |                     |
| 18 gennaio | Indian Championships 1970 Calcutta, India Singolare - Doppio                                        | Doppio misto: Anna Ivanova Alex Metreveli 7-5 6-4         | Nina Turkherelli Teimuraz Kakuliya   |               |                     |
| 18 gennaio | Victorian Open 1970 Melbourne, Australia Erba Singolare - Doppio                                    | Margaret Smith-Court 6-1 6-1                              | Kerry Melville Reid                  |               |                     |
| 18 gennaio | Victorian Open 1970 Melbourne, Australia Erba Singolare - Doppio                                    | Margaret Court Judy Dalton 6-1 6-1                        | Karen Krantzcke Kerry Melville       |               |                     |
| 26 gennaio | Australian Open 1970 Sydney, Australia Erba Singolare - Doppio                                      | Margaret Smith-Court 6-3 6-1                              | Kerry Melville Reid                  |               |                     |
| 26 gennaio | Australian Open 1970 Sydney, Australia Erba Singolare - Doppio                                      | Margaret Smith-Court Judy Tegart-Dalton 6-3 6-4           | Rosie Casals Billie Jean King        |               |                     |
| 26 gennaio | German Covered Court Championships 1970 Monaco di Baviera, Germania Campo indoor Singolare - Doppio | Virginia Wade 6-2 6-4                                     | Joyce Barclay-Williams-Hume          |               |                     |
| 26 gennaio | German Covered Court Championships 1970 Monaco di Baviera, Germania Campo indoor Singolare - Doppio | Ingrid Lofdahl-Bentzer Eva Lundquist 6-4 1-6 6-4          | Helga Niessen Masthoff Kora Schweidy |               |                     |
| 26 gennaio | German Covered Court Championships 1970 Monaco di Baviera, Germania Campo indoor Singolare - Doppio | Doppio misto: Nell Truman Jean-Claude Barclay 5-7 6-4 6-2 | Joyce Williams David Lloyd           |               |                     |

### Febbraio
| Settimana   | Torneo | Vincitore                                       | Finalista                    | Semifinalisti | Eliminati ai quarti |
| ----------- | --- | ----------------------------------------------- | ---------------------------- | ------------- | ------------------- |
| febbraio    | New York Indoor 1970 (Vanderbilt Tnt MSG) New York, USA Campo indoor Singolare - Doppio                                       | Margaret Smith-Court 6-3 6-3                    | Virginia Wade                |               |                     |
| febbraio    | New York Indoor 1970 (Vanderbilt Tnt MSG) New York, USA Campo indoor Singolare - Doppio                                       |                                                 |                              |               |                     |
| 1º febbraio | Benson & Hedges Open 1970 Auckland, Nuova Zelanda Erba Singolare - Doppio                                                     | Ann Haydon Jones 0-6 6-4 6-1                    | Kerry Melville Reid          |               |                     |
| 1º febbraio | Benson & Hedges Open 1970 Auckland, Nuova Zelanda Erba Singolare - Doppio                                                     |                                                 |                              |               |                     |
| 1º febbraio | New South Wales Hard Court Championships 1970 Newcastle, Australia Terra rossa Singolare - Doppio                             | Evonne Goolagong Cawley 6-1 5-7 6-3             | Karen Krantzcke              |               |                     |
| 1º febbraio | New South Wales Hard Court Championships 1970 Newcastle, Australia Terra rossa Singolare - Doppio                             |                                                 |                              |               |                     |
| 1º febbraio | San Diego March of Dimes Tournament 1970 San Diego, USA Cemento Singolare - Doppio                                            | Nancy Ornstein 3-6 6-4 7-5                      | Janet Newberry               |               |                     |
| 1º febbraio | San Diego March of Dimes Tournament 1970 San Diego, USA Cemento Singolare - Doppio                                            |                                                 |                              |               |                     |
| 1º febbraio | Scandanavian Covered Court Championships 1970 Oslo, Norvegia Campo indoor Singolare - Doppio                                  | Joyce Barclay-Williams-Hume 6-2 6-1             | Nell Truman                  |               |                     |
| 1º febbraio | Scandanavian Covered Court Championships 1970 Oslo, Norvegia Campo indoor Singolare - Doppio                                  |                                                 |                              |               |                     |
| 8 febbraio  | U.S. Professional Indoor 1970 (Philadelphia ITPA Championships) Filadelfia, USA Sintetico indoor (Uniturf) Singolare - Doppio | Margaret Smith-Court 6-3 7-6                    | Billie Jean King             |               |                     |
| 8 febbraio  | U.S. Professional Indoor 1970 (Philadelphia ITPA Championships) Filadelfia, USA Sintetico indoor (Uniturf) Singolare - Doppio |                                                 |                              |               |                     |
| 22 febbraio | Moscow International Indoor Open 1970 Mosca, URSS Campo indoor Singolare - Doppio                                             | Helga Niessen Masthoff 7-5 2-6 6-3              | Ol'ga Morozova               |               |                     |
| 22 febbraio | Moscow International Indoor Open 1970 Mosca, URSS Campo indoor Singolare - Doppio                                             | Nell Truman Joyce Barclay-Williams-Hume 7-5 7-5 | Ol'ga Morozova Zaiga Yansone |               |                     |
| 23 febbraio | New England Indoors 1970 Agawam, USA Campo indoor Singolare - Doppio                                                          | Mary-Ann Eisel Curtis 4-6 6-2 7-5               | Pam Teeguarden               |               |                     |
| 23 febbraio | New England Indoors 1970 Agawam, USA Campo indoor Singolare - Doppio                                                          |                                                 |                              |               |                     |

### Marzo
| Settimana | Torneo | Vincitore                                                   | Finalista                                       | Semifinalisti | Eliminati ai quarti |
| --------- | --- | ----------------------------------------------------------- | ----------------------------------------------- | ------------- | ------------------- |
| marzo     | Caracas Altamira International 1970 Caracas, Venezuela Singolare - Doppio                                   | Mary-Ann Eisel Curtis 6-3 6-3                               | Patti Hogan                                     |               |                     |
| marzo     | Caracas Altamira International 1970 Caracas, Venezuela Singolare - Doppio                                   | Kerry Harris Nell Truman                                    | Mary-Ann Eisel Curtis Patti Hogan               |               |                     |
| marzo     | Colombia International 1970 Barranquilla, Colombia Singolare - Doppio                                       | Mary-Ann Eisel Curtis 6-3 7-5                               | Patti Hogan                                     |               |                     |
| marzo     | Colombia International 1970 Barranquilla, Colombia Singolare - Doppio                                       | Mary-Ann Eisel Curtis Patti Hogan                           | Kathleen Harter Pam Teeguarden                  |               |                     |
| marzo     | Fort Lauderdale WLOD 1970 Fort Lauderdale, USA Singolare - Doppio                                           | Nancy Richey 6-3 6-0                                        | Jane Peaches Bartkowicz                         |               |                     |
| marzo     | Fort Lauderdale WLOD 1970 Fort Lauderdale, USA Singolare - Doppio                                           | Jane Peaches Bartkowicz Nancy Richey                        | Kathleen Harter Patti Hogan                     |               |                     |
| 1º marzo  | Kenya International 1970 Nairobi, Kenya Erba Singolare - Doppio                                             | Alice Luthy-Tym 6-1 6-0                                     | Paterson                                        |               |                     |
| 1º marzo  | Kenya International 1970 Nairobi, Kenya Erba Singolare - Doppio                                             | J. Chapman Alice Luthy-Tym 8-6 7-5                          | Paterson Lockyer                                |               |                     |
| 1º marzo  | French Covered Court Championships 1970 (Lyon International) Lione, Francia Campo indoor Singolare - Doppio | Odile de Roubin 6-2 6-2                                     | Gail Sherriff Chanfreau Lovera                  |               |                     |
| 1º marzo  | French Covered Court Championships 1970 (Lyon International) Lione, Francia Campo indoor Singolare - Doppio |                                                             |                                                 |               |                     |
| 2 marzo   | US Indoors 1970 Winchester, USA Sintetico indoor (Neoturf) Singolare - Doppio                               | Mary-Ann Eisel Curtis 0-6 6-3 6-4                           | Patti Hogan                                     |               |                     |
| 2 marzo   | US Indoors 1970 Winchester, USA Sintetico indoor (Neoturf) Singolare - Doppio                               | Jane Peaches Bartkowicz Nancy Richey 8-6 6-4                | Mary-Ann Eisel Curtis Valerie Ziegenfuss        |               |                     |
| 15 marzo  | Riviera Championships 1970 Mentone, Francia Terra rossa Singolare - Doppio                                  | Gail Sherriff Chanfreau Lovera 6-1 6-2                      | Corinne Molesworth                              |               |                     |
| 15 marzo  | Riviera Championships 1970 Mentone, Francia Terra rossa Singolare - Doppio                                  | Gail Sherriff Chanfreau Lovera Marilyn Aschner 6-3 6-1      | Gertrudia Groenman-Walhof Marijke Jansen-Schaar |               |                     |
| 16 marzo  | Egyptian International Cairo Championships 1970 Il Cairo, Egitto Terra rossa Singolare - Doppio             | Ol'ga Morozova 6-3 3-6 9-7                                  | Lea Pericoli                                    |               |                     |
| 16 marzo  | Egyptian International Cairo Championships 1970 Il Cairo, Egitto Terra rossa Singolare - Doppio             |                                                             |                                                 |               |                     |
| 22 marzo  | Alexandria Open 1970 Alessandria d'Egitto, Egitto Terra rossa Singolare - Doppio                            | Ol'ga Morozova 6-4 6-0                                      | M. Baranchova                                   |               |                     |
| 22 marzo  | Alexandria Open 1970 Alessandria d'Egitto, Egitto Terra rossa Singolare - Doppio                            |                                                             |                                                 |               |                     |
| 22 marzo  | Nice Mediterranean Championships 1970 Nizza, Francia Terra rossa Singolare - Doppio                         | Gail Sherriff Chanfreau Lovera 7-5 6-8 6-2                  | Marijke Jansen-Schaar                           |               |                     |
| 22 marzo  | Nice Mediterranean Championships 1970 Nizza, Francia Terra rossa Singolare - Doppio                         | Gail Sherriff Chanfreau Lovera Lexie Crooke 6-2 6-3         | Daniela Porzio Monique Salfati-di Maso          |               |                     |
| 22 marzo  | Dunlop-Slazenger International Open 1970 Sydney, Australia Erba Singolare - Doppio                          | Billie Jean King 6-2 4-6 6-3                                | Margaret Smith-Court                            |               |                     |
| 22 marzo  | Dunlop-Slazenger International Open 1970 Sydney, Australia Erba Singolare - Doppio                          |                                                             |                                                 |               |                     |
| 23 marzo  | Torneo di Casablanca 1970 Casablanca, Marocco Singolare - Doppio                                            | Jacqueline Morales Lecaillon 3-6 7-5 6-0                    | Jennifer Staley Hoad                            |               |                     |
| 23 marzo  | Torneo di Casablanca 1970 Casablanca, Marocco Singolare - Doppio                                            |                                                             |                                                 |               |                     |
| 23 marzo  | Nice Mediterranean Championships 1970 Nizza, Francia Singolare - Doppio                                     | Gail Sherriff Chanfreau Lovera 8-6 7-9 6-3                  | Marijke Jansen-Schaar                           |               |                     |
| 23 marzo  | Nice Mediterranean Championships 1970 Nizza, Francia Singolare - Doppio                                     |                                                             |                                                 |               |                     |
| 28 marzo  | Curacao International 1970 Curaçao, Antille Olandesi Singolare - Doppio                                     | Jane Peaches Bartkowicz 6-4 6-0                             | Nell Truman                                     |               |                     |
| 28 marzo  | Curacao International 1970 Curaçao, Antille Olandesi Singolare - Doppio                                     | Mary-Ann Eisel Curtis Patti Hogan 1-6 7-5 6-3               | Jane Peaches Bartkowicz Pam Teeguarden          |               |                     |
| 29 marzo  | Jacksonville Invitation 1970 Jacksonville, USA Terra rossa Singolare - Doppio                               | Nancy Richey 6-1 6-3                                        | Valerie Ziegenfuss                              |               |                     |
| 29 marzo  | Jacksonville Invitation 1970 Jacksonville, USA Terra rossa Singolare - Doppio                               |                                                             |                                                 |               |                     |
| 30 marzo  | Monaco Tournament 1970 Monte Carlo, Monaco Terra rossa Singolare - Doppio                                   | Helga Niessen Masthoff 9-7 6-3                              | Gail Sherriff Chanfreau Lovera                  |               |                     |
| 30 marzo  | Monaco Tournament 1970 Monte Carlo, Monaco Terra rossa Singolare - Doppio                                   | Lexie Crooke Gail Sherriff Chanfreau Lovera 7-5 7-5         | Lea Pericoli Silvana Lazzarino                  |               |                     |
| 31 marzo  | Torneo di Reggio di Calabria 1970 Reggio Calabria, Italia Singolare - Doppio                                | Marie Neumannova Pinterova 6-3 6-3                          | Monica Giorgi                                   |               |                     |
| 31 marzo  | Torneo di Reggio di Calabria 1970 Reggio Calabria, Italia Singolare - Doppio                                |                                                             |                                                 |               |                     |
| 31 marzo  | Southport Hard Court Championships 1970 Southport, Gran Bretagna Terra rossa Singolare - Doppio             | Evonne Goolagong Cawley 6-2 6-3                             | Joyce Barclay-Williams-Hume                     |               |                     |
| 31 marzo  | Southport Hard Court Championships 1970 Southport, Gran Bretagna Terra rossa Singolare - Doppio             | Joyce Barclay-Williams-Hume Shirley Bloomer-Brasher 6-3 6-0 | Jill Cooper Corinne Molesworth                  |               |                     |

### Aprile
| Settimana | Torneo                                                                                           | Vincitore                                                | Finalista                                 | Semifinalisti | Eliminati ai quarti |
| --------- | ------------------------------------------------------------------------------------------------ | -------------------------------------------------------- | ----------------------------------------- | ------------- | ------------------- |
| aprile    | Catania Open 1970 Catania, Italia Singolare - Doppio                                             | Christina Sandberg 6-3 6-0                               | Pam Austin                                |               |                     |
| aprile    | Catania Open 1970 Catania, Italia Singolare - Doppio                                             |                                                          |                                           |               |                     |
| aprile    | Carolinas International Tennis 1970 Charlotte, USA Terra rossa Singolare - Doppio                | Nancy Richey 6-0 6-0                                     | Alena Palmeova-West                       |               |                     |
| aprile    | Carolinas International Tennis 1970 Charlotte, USA Terra rossa Singolare - Doppio                | Bakker Nancy Richey                                      | Kathleen Harter Eva Lundquist             |               |                     |
| aprile    | Israel Spring Championships 1970 Tel Aviv, Israele Singolare - Doppio                            | Judith Dibar-Gohn 6-2 6-0                                | Helen Amos                                |               |                     |
| aprile    | Israel Spring Championships 1970 Tel Aviv, Israele Singolare - Doppio                            | Judith Dibar-Gohn Dumitrescu                             | Gottschalk Helen Amos                     |               |                     |
| aprile    | Kingston International 1970 Kingston, Giamaica Singolare - Doppio                                | Jane Peaches Bartkowicz 6-0 5-7 6-3                      | Kathleen Harter                           |               |                     |
| aprile    | Kingston International 1970 Kingston, Giamaica Singolare - Doppio                                | Jane Peaches Bartkowicz Nell Truman                      | Kathleen Harter Robin Blakelock-Lloyd     |               |                     |
| aprile    | Las Vegas Invitational 1970 Las Vegas, USA Singolare - Doppio                                    | Nancy Richey                                             | non conosciuta (bandiera)                 |               |                     |
| aprile    | Las Vegas Invitational 1970 Las Vegas, USA Singolare - Doppio                                    |                                                          |                                           |               |                     |
| aprile    | Ojai Valley Championships 1970 Ojai, USA Singolare - Doppio                                      | Janet Newberry 4-6 6-3 6-2                               | Sharon Walsh                              |               |                     |
| aprile    | Ojai Valley Championships 1970 Ojai, USA Singolare - Doppio                                      |                                                          |                                           |               |                     |
| aprile    | Campionati Internazionali di Sicilia 1970 Palermo, Italia Singolare - Doppio                     | Christina Sandberg 6-0 6-3                               | Pam Austin                                |               |                     |
| aprile    | Campionati Internazionali di Sicilia 1970 Palermo, Italia Singolare - Doppio                     |                                                          |                                           |               |                     |
| aprile    | Tulsa Clay Court Championships 1970 Tulsa, USA Singolare - Doppio                                | Stephanie De Fina 6-1 6-4                                | Janet Newberry                            |               |                     |
| aprile    | Tulsa Clay Court Championships 1970 Tulsa, USA Singolare - Doppio                                |                                                          |                                           |               |                     |
| 4 aprile  | Caribe Hilton International Championships 1970 San Juan, Porto Rico Cemento Singolare - Doppio   | Jane Peaches Bartkowicz 6-1 6-4                          | Valerie Ziegenfuss                        |               |                     |
| 4 aprile  | Caribe Hilton International Championships 1970 San Juan, Porto Rico Cemento Singolare - Doppio   | Mary-Ann Eisel Curtis Patti Hogan 6-3 5-7 6-0            | Jane Peaches Bartkowicz Stephanie Johnson |               |                     |
| 4 aprile  | South African Open 1970 Johannesburg, Sudafrica Cemento Singolare - Doppio                       | Margaret Smith-Court 6-4 1-6 6-3                         | Billie Jean King                          |               |                     |
| 4 aprile  | South African Open 1970 Johannesburg, Sudafrica Cemento Singolare - Doppio                       | Billie Jean King Rosie Casals 6-2 6-2                    | Kerry Melville Reid Karen Krantzcke       |               |                     |
| 4 aprile  | Stalybridge Tournament 1970 Stalybridge, Gran Bretagna Singolare - Doppio                        | Joyce Barclay-Williams-Hume 7-5 6-8 6-3                  | Evonne Goolagong Cawley                   |               |                     |
| 4 aprile  | Stalybridge Tournament 1970 Stalybridge, Gran Bretagna Singolare - Doppio                        | Pat Edwards Evonne Goolagong Cawley 6-3 6-1              | Jill Cooper Corinne Molesworth            |               |                     |
| 5 aprile  | Monaco Tournament 1970 Monte Carlo, Monaco Singolare - Doppio                                    | Katalin Borka 6-4 6-2                                    | Marijke Jansen-Schaar                     |               |                     |
| 5 aprile  | Monaco Tournament 1970 Monte Carlo, Monaco Singolare - Doppio                                    |                                                          |                                           |               |                     |
| 6 aprile  | Cape Town Professional Championships 1970 Città del Capo, Sudafrica Singolare - Doppio           | Billie Jean King 6-1 6-0                                 | Rosie Casals                              |               |                     |
| 6 aprile  | Cape Town Professional Championships 1970 Città del Capo, Sudafrica Singolare - Doppio           |                                                          |                                           |               |                     |
| 11 aprile | Poole En-Tout-Cas Tournament 1970 Poole, Gran Bretagna Singolare - Doppio                        | Joyce Barclay-Williams-Hume 6-2 6-0                      | Evonne Goolagong Cawley                   |               |                     |
| 11 aprile | Poole En-Tout-Cas Tournament 1970 Poole, Gran Bretagna Singolare - Doppio                        | Pat Edwards Evonne Goolagong Cawley                      | Rita Bentley Joyce Barclay-Williams-Hume  |               |                     |
| 12 aprile | Natal Open 1970 Durban, Sudafrica Cemento Singolare - Doppio                                     | Billie Jean King 6-4 2-6 6-2                             | Margaret Smith-Court                      |               |                     |
| 12 aprile | Natal Open 1970 Durban, Sudafrica Cemento Singolare - Doppio                                     | Billie Jean King Rosie Casals                            | Margaret Smith-Court Judy Tegart-Dalton   |               |                     |
| 12 aprile | St Petersburg Masters Invitational 1970 Saint Petersburg, USA Terra rossa Singolare - Doppio     | Nancy Richey 6-0 6-2                                     | Judy Alvarez                              |               |                     |
| 12 aprile | St Petersburg Masters Invitational 1970 Saint Petersburg, USA Terra rossa Singolare - Doppio     | Mary-Ann Eisel Curtis Valerie Ziegenfuss                 | Kerry Harris Stephanie Johnson            |               |                     |
| 12 aprile | Nice Lawn Tennis Club Championships 1970 Nizza, Francia Terra rossa Singolare - Doppio           | Helga Niessen Masthoff 6-2 8-6                           | Julie Heldman                             |               |                     |
| 12 aprile | Nice Lawn Tennis Club Championships 1970 Nizza, Francia Terra rossa Singolare - Doppio           | Gail Sherriff Chanfreau Lovera Helga Niessen Masthoff    | Marilyn Aschner Julie Heldman             |               |                     |
| 18 aprile | Cumberland Hard Court Championships 1970 Hampstead, Gran Bretagna Terra rossa Singolare - Doppio | Evonne Goolagong Cawley 6-2 9-7                          | Jill Cooper                               |               |                     |
| 18 aprile | Cumberland Hard Court Championships 1970 Hampstead, Gran Bretagna Terra rossa Singolare - Doppio | Evonne Goolagong Cawley Pat Edwards 6-3 9-7              | Jill Cooper Corinne Molesworth            |               |                     |
| 19 aprile | Monte Carlo Open 1970 Monte Carlo, Monaco Terra rossa Singolare - Doppio                         | Helga Niessen Masthoff 6-4 6-1                           | Kerry Melville Reid                       |               |                     |
| 19 aprile | Monte Carlo Open 1970 Monte Carlo, Monaco Terra rossa Singolare - Doppio                         | Gail Sherriff Chanfreau Lovera Françoise Dürr 6-2 6-3    | Winnie Shaw Virginia Wade                 |               |                     |
| 25 aprile | Sutton Hard Court Championships 1970 Sutton, Gran Bretagna Terra rossa Singolare - Doppio        | Margaret Smith-Court 6-3 6-3                             | Ann Haydon Jones                          |               |                     |
| 25 aprile | Sutton Hard Court Championships 1970 Sutton, Gran Bretagna Terra rossa Singolare - Doppio        | Margaret Smith-Court Joyce Barclay-Williams-Hume 6-2 6-1 | Pat Edwards Evonne Goolagong Cawley       |               |                     |
| 26 aprile | Internazionali d'Italia 1970 Roma, Italia Terra rossa Singolare - Doppio                         | Billie Jean King 6-1 6-3                                 | Julie Heldman                             |               |                     |
| 26 aprile | Internazionali d'Italia 1970 Roma, Italia Terra rossa Singolare - Doppio                         | Rosie Casals Billie Jean King 6-2 3-6 9-7                | Françoise Dürr Virginia Wade              |               |                     |

### Maggio
| Settimana | Torneo                                                                                          | Vincitore                                                   | Finalista                                    | Semifinalisti | Eliminati ai quarti |
| --------- | ----------------------------------------------------------------------------------------------- | ----------------------------------------------------------- | -------------------------------------------- | ------------- | ------------------- |
| maggio    | California State Championships 1970 Portola Valley, USA Singolare - Doppio                      | Eliza Pande 6-2 6-3                                         | Sharon Walsh                                 |               |                     |
| maggio    | California State Championships 1970 Portola Valley, USA Singolare - Doppio                      |                                                             |                                              |               |                     |
| maggio    | Lebanon International 1970 Beirut, Libano Singolare - Doppio                                    | A. Martinez 4-6 6-2 6-3                                     | Jane O'Hara                                  |               |                     |
| maggio    | Lebanon International 1970 Beirut, Libano Singolare - Doppio                                    |                                                             |                                              |               |                     |
| maggio    | Campionato Partenopeo 1970 Napoli, Italia Singolare - Doppio                                    | Laura Rossouw 6-1 6-0                                       | Lesley Hunt                                  |               |                     |
| maggio    | Campionato Partenopeo 1970 Napoli, Italia Singolare - Doppio                                    |                                                             |                                              |               |                     |
| maggio    | River Plate Championships 1970 Buenos Aires, Argentina Singolare - Doppio                       | Beatrix Araujo 6-4 6-3                                      | Françoise Dürr                               |               |                     |
| maggio    | River Plate Championships 1970 Buenos Aires, Argentina Singolare - Doppio                       | Françoise Dürr Michelle Boulle                              | Beatrix Araujo I. Roget                      |               |                     |
| maggio    | Southern California Championships 1970 Los Angeles, USA Singolare - Doppio                      | Janet Newberry 6-3 6-3                                      | Kristien Shaw-Kemmer                         |               |                     |
| maggio    | Southern California Championships 1970 Los Angeles, USA Singolare - Doppio                      |                                                             |                                              |               |                     |
| 2 maggio  | British Hard Court Championships 1970 Bournemouth, Gran Bretagna Terra rossa Singolare - Doppio | Margaret Smith-Court 6-2 6-4                                | Virginia Wade                                |               |                     |
| 2 maggio  | British Hard Court Championships 1970 Bournemouth, Gran Bretagna Terra rossa Singolare - Doppio | Margaret Smith-Court Judy Tegart-Dalton                     | Rosie Casals Billie Jean King                |               |                     |
| 3 maggio  | Melia Trophy 1970 Madrid, Spagna Singolare - Doppio                                             | Helga Schultze-Hösl 6-2 6-0                                 | Maria-Carmen Coronado                        |               |                     |
| 3 maggio  | Melia Trophy 1970 Madrid, Spagna Singolare - Doppio                                             |                                                             |                                              |               |                     |
| 9 maggio  | Tally Ho! 1970 Birmingham, Gran Bretagna Terra rossa Singolare - Doppio                         | Janice Townsend 6-4 6-4                                     | Maria Eugenia Guzman                         |               |                     |
| 9 maggio  | Tally Ho! 1970 Birmingham, Gran Bretagna Terra rossa Singolare - Doppio                         | Lesley Charles Wendy Slaughter                              | Susan Northen Maria Eugenia Guzman           |               |                     |
| 9 maggio  | Surrey Hard Court Championships 1970 Guildford, Gran Bretagna Terra rossa Singolare - Doppio    | Margaret Smith-Court 6-4 6-2                                | Patti Hogan                                  |               |                     |
| 9 maggio  | Surrey Hard Court Championships 1970 Guildford, Gran Bretagna Terra rossa Singolare - Doppio    | Margaret Smith-Court Judy Tegart-Dalton                     | Karen Krantzcke Patricia Walkden-Pretorius   |               |                     |
| 12 maggio | Central California Championships 1970 Sacramento, USA Singolare - Doppio                        | Nancy Richey 10-8 2-6 6-3                                   | Denise Carter-Triolo                         |               |                     |
| 12 maggio | Central California Championships 1970 Sacramento, USA Singolare - Doppio                        |                                                             |                                              |               |                     |
| 16 maggio | Droitwich Championships 1970 Droitwich, Gran Bretagna Singolare - Doppio                        | Maria Eugenia Guzman 6-2-12-10                              | Sandra Walsham                               |               |                     |
| 16 maggio | Droitwich Championships 1970 Droitwich, Gran Bretagna Singolare - Doppio                        | Lesley Charles Janice Townsend                              | Johanne Venturino Maria Eugenia Guzman       |               |                     |
| 16 maggio | Droitwich Championships 1970 Droitwich, Gran Bretagna Singolare - Doppio                        | Doppio misto: Barbara Walsh Bob Rheinberger 4-6 6-4 6-4     | Maria Guzman Mel Baleson                     |               |                     |
| 16 maggio | London Hard Court Championships 1970 Hurlingham, Gran Bretagna Terra rossa Singolare - Doppio   | Ann Haydon Jones 6-1 4-6 6-4                                | Joyce Barclay-Williams-Hume                  |               |                     |
| 16 maggio | London Hard Court Championships 1970 Hurlingham, Gran Bretagna Terra rossa Singolare - Doppio   | Helen Gourlay-Cawley Patricia Walkden-Pretorius 6-1 4-6 6-4 | Ann Haydon Jones Joyce Barclay-Williams-Hume |               |                     |
| 16 maggio | London Hard Court Championships 1970 Hurlingham, Gran Bretagna Terra rossa Singolare - Doppio   | Doppio misto: Torneo non terminato                          |                                              |               |                     |
| 18 maggio | Belgian Open 1970 Bruxelles, Belgio Terra rossa Singolare - Doppio                              | Julie Heldman 6-1 6-2                                       | Jane Peaches Bartkowicz                      |               |                     |
| 18 maggio | Belgian Open 1970 Bruxelles, Belgio Terra rossa Singolare - Doppio                              | Julie Heldman Mary-Ann Eisel Curtis 6-3 6-4                 | Jane Peaches Bartkowicz Winnie Shaw          |               |                     |
| 18 maggio | West Berlin Open 1970 Berlino Ovest, Germania Terra rossa Singolare - Doppio                    | Virginia Wade 10-8 6-1                                      | Helga Niessen Masthoff                       |               |                     |
| 18 maggio | West Berlin Open 1970 Berlino Ovest, Germania Terra rossa Singolare - Doppio                    | Judy Tegart-Dalton Virginia Wade 4-6 7-5 6-0                | Helga Schultze-Hösl Karen Krantzcke          |               |                     |
| 23 maggio | Torneo di Wolverhampton 1970 Wolverhampton, Gran Bretagna Singolare - Doppio                    | Kerry Melville Reid 6-2 6-2                                 | Susan Alexander                              |               |                     |
| 23 maggio | Torneo di Wolverhampton 1970 Wolverhampton, Gran Bretagna Singolare - Doppio                    | Rita Bentley Kerry Melville Reid 8-6 6-2                    | Susan Alexander Sandra Walsham               |               |                     |
| 23 maggio | Torneo di Lee-on-Solent 1970 Lee-on-the-Solent, Gran Bretagna Singolare - Doppio                | Helen Gourlay-Cawley 6-4 6-4                                | Patricia Walkden-Pretorius                   |               |                     |
| 23 maggio | Torneo di Lee-on-Solent 1970 Lee-on-the-Solent, Gran Bretagna Singolare - Doppio                | Helen Gourlay-Cawley Patricia Walkden-Pretorius 6-1 6-2     | Penny Hardgrave Diane Riste                  |               |                     |
| 30 maggio | Torneo di Cardiff 1970 Cardiff, Gran Bretagna Erba Singolare - Doppio                           | Marilyn Greenwood 6-4 6-3                                   | Frances Luff                                 |               |                     |
| 30 maggio | Torneo di Cardiff 1970 Cardiff, Gran Bretagna Erba Singolare - Doppio                           |                                                             |                                              |               |                     |
| 30 maggio | Torneo di Lytham St Annes 1970 Lytham St Annes, Gran Bretagna Erba Singolare - Doppio           | Sandra Walsham 6-4 7-5                                      | Janice Townsend                              |               |                     |
| 30 maggio | Torneo di Lytham St Annes 1970 Lytham St Annes, Gran Bretagna Erba Singolare - Doppio           | Susan Alexander Sandra Walsham 6-2 8-6                      | Janice Townsend Judy Congdon                 |               |                     |
| 30 maggio | Surrey Grass Court Championships 1970 Surbiton, Gran Bretagna Erba Singolare - Doppio           | Ann Haydon Jones 2-6 6-3 6-4                                | Patti Hogan                                  |               |                     |
| 30 maggio | Surrey Grass Court Championships 1970 Surbiton, Gran Bretagna Erba Singolare - Doppio           | Ann Haydon Jones Joyce Barclay-Williams-Hume 3-6 6-3 6-2    | Kerry Melville Reid Corinne Molesworth       |               |                     |

### Giugno
| Settimana | Torneo                                                                        | Vincitore                                                      | Finalista                     | Semifinalisti | Eliminati ai quarti |
| --------- | ----------------------------------------------------------------------------- | -------------------------------------------------------------- | ----------------------------- | ------------- | ------------------- |
| 6 giugno  | Torneo di Chichester 1970 Chichester, Gran Bretagna Singolare - Doppio        | Ann Haydon Jones 6-4 6-4                                       | Joyce Barclay-Williams-Hume   |               |                     |
| 6 giugno  | Torneo di Chichester 1970 Chichester, Gran Bretagna Singolare - Doppio        |                                                                |                               |               |                     |
| 6 giugno  | Northern Championships 1970 Manchester, Gran Bretagna Singolare - Doppio      | Kerry Melville Reid 6-3 6-1                                    | Carole Caldwell Graebner      |               |                     |
| 6 giugno  | Northern Championships 1970 Manchester, Gran Bretagna Singolare - Doppio      |                                                                |                               |               |                     |
| 7 giugno  | Open di Francia 1970 Parigi, Francia Terra rossa Singolare - Doppio           | Margaret Smith-Court 6-2 6-4                                   | Helga Niessen Masthoff        |               |                     |
| 7 giugno  | Open di Francia 1970 Parigi, Francia Terra rossa Singolare - Doppio           | Gail Sherriff Chanfreau Lovera Françoise Dürr 6-1 3-6 6-3      | Rosie Casals Billie Jean King |               |                     |
| 9 giugno  | Bielefeld Tournament 1970 Bielefeld, Germania Terra rossa Singolare - Doppio  | Laura Rossouw 6-2 6-1                                          | Kathleen Harter               |               |                     |
| 9 giugno  | Bielefeld Tournament 1970 Bielefeld, Germania Terra rossa Singolare - Doppio  | Katja Burgemeister Ebbinghaus Heide Schildeknecht-Orth 6-3 6-4 | Kathleen Harter Laura Rossouw |               |                     |
| 13 giugno | Kent Championships 1970 Beckenham, Gran Bretagna Singolare - Doppio           | Patti Hogan 6-1 6-3                                            | Ol'ga Morozova                |               |                     |
| 13 giugno | Kent Championships 1970 Beckenham, Gran Bretagna Singolare - Doppio           |                                                                |                               |               |                     |
| 13 giugno | Nottingham John Player 1970 Nottingham, Gran Bretagna Singolare - Doppio      | Esme Emanuel 6-2 6-4                                           | Judy Salome                   |               |                     |
| 13 giugno | Nottingham John Player 1970 Nottingham, Gran Bretagna Singolare - Doppio      |                                                                |                               |               |                     |
| 14 giugno | Bristol Open 1970 Bristol, Gran Bretagna Singolare - Doppio                   | Margaret Smith-Court 6-1 6-1                                   | Françoise Dürr                |               |                     |
| 14 giugno | Bristol Open 1970 Bristol, Gran Bretagna Singolare - Doppio                   |                                                                |                               |               |                     |
| 20 giugno | Eastbourne International 1970 Eastbourne, Gran Bretagna Singolare - Doppio    | Ann Haydon Jones 8-6 6-1                                       | Virginia Wade                 |               |                     |
| 20 giugno | Eastbourne International 1970 Eastbourne, Gran Bretagna Singolare - Doppio    |                                                                |                               |               |                     |
| 20 giugno | Queen's Club Championships 1970 Londra, Gran Bretagna Erba Singolare - Doppio | Margaret Smith-Court 2-6 8-6 6-2                               | Winnie Shaw                   |               |                     |
| 20 giugno | Queen's Club Championships 1970 Londra, Gran Bretagna Erba Singolare - Doppio |                                                                |                               |               |                     |

### Luglio
| Settimana | Torneo                                                                                         | Vincitore                                              | Finalista                                            | Semifinalisti | Eliminati ai quarti |
| --------- | ---------------------------------------------------------------------------------------------- | ------------------------------------------------------ | ---------------------------------------------------- | ------------- | ------------------- |
| 4 luglio  | Torneo di Wimbledon 1970 Wimbledon, Gran Bretagna Erba Singolare - Doppio                      | Margaret Smith-Court 14-12 11-9                        | Billie Jean King                                     |               |                     |
| 4 luglio  | Torneo di Wimbledon 1970 Wimbledon, Gran Bretagna Erba Singolare - Doppio                      | Billie Jean King Rosie Casals                          | Françoise Dürr Virginia Wade                         |               |                     |
| 11 luglio | Irish Open 1970 Dublino, Irlanda Erba Singolare - Doppio                                       | Virginia Wade 6-3 6-3                                  | Valerie Ziegenfuss                                   |               |                     |
| 11 luglio | Irish Open 1970 Dublino, Irlanda Erba Singolare - Doppio                                       | Karen Krantzcke Kerry Melville Reid                    | Julie Heldman Virginia Wade                          |               |                     |
| 11 luglio | Scottish Championships 1970 Edimburgo, Gran Bretagna Singolare - Doppio                        | Winnie Shaw 6-3 6-8 12-10                              | Joyce Barclay-Williams-Hume                          |               |                     |
| 11 luglio | Scottish Championships 1970 Edimburgo, Gran Bretagna Singolare - Doppio                        |                                                        |                                                      |               |                     |
| 11 luglio | Welsh Open 1970 Newport, Gran Bretagna Erba Singolare - Doppio                                 | Evonne Goolagong Cawley 6-0 8-6                        | Patti Hogan                                          |               |                     |
| 11 luglio | Welsh Open 1970 Newport, Gran Bretagna Erba Singolare - Doppio                                 |                                                        |                                                      |               |                     |
| 12 luglio | Düsseldorf Open 1970 Düsseldorf, Germania Singolare - Doppio                                   | Helga Schultze-Hösl 6-1 6-3                            | Helga Niessen Masthoff                               |               |                     |
| 12 luglio | Düsseldorf Open 1970 Düsseldorf, Germania Singolare - Doppio                                   |                                                        |                                                      |               |                     |
| 12 luglio | Swedish Open 1970 Båstad, Svezia Terra rossa Singolare - Doppio                                | Jane Peaches Bartkowicz 6-1 6-1                        | Ingrid Lofdahl-Bentzer                               |               |                     |
| 12 luglio | Swedish Open 1970 Båstad, Svezia Terra rossa Singolare - Doppio                                | Ana María Arias Peaches Bartkowicz 6-4 6-4             | Kathleen Harter Eva Lundquist                        |               |                     |
| 18 luglio | Midland Counties Championships 1970 Edgbaston, Gran Bretagna Erba Singolare - Doppio           | Sandra Walsham 1-6 7-5 6-1                             | Beatrix Araujo                                       |               |                     |
| 18 luglio | Midland Counties Championships 1970 Edgbaston, Gran Bretagna Erba Singolare - Doppio           |                                                        |                                                      |               |                     |
| 18 luglio | North of England Championships 1970 Hoylake, Gran Bretagna Erba Singolare - Doppio             | Evonne Goolagong Cawley 2-6 6-2 6-1                    | Kerry Melville Reid                                  |               |                     |
| 18 luglio | North of England Championships 1970 Hoylake, Gran Bretagna Erba Singolare - Doppio             |                                                        |                                                      |               |                     |
| 19 luglio | Cincinnati Open 1970 Cincinnati, USA Terra rossa Singolare - Doppio                            | Rosie Casals 6-3 6-3                                   | Nancy Richey                                         |               |                     |
| 19 luglio | Cincinnati Open 1970 Cincinnati, USA Terra rossa Singolare - Doppio                            | Rosie Casals Gail Sherriff Chanfreau Lovera 12-10, 6-1 | Helen Gourlay-Cawley Patricia Walkden-Pretorius      |               |                     |
| 19 luglio | Czechoslovakian International Championships 1970 Bratislava, Cecoslovacchia Singolare - Doppio | Vlasta Kodešová 6-4 6-4                                | Valerie Ziegenfuss                                   |               |                     |
| 19 luglio | Czechoslovakian International Championships 1970 Bratislava, Cecoslovacchia Singolare - Doppio | Vlasta Kodešová Mila Holubova                          | Vlasta Kodesova-Vopickova Marie Neumannova Pinterova |               |                     |
| 19 luglio | Essex Championships 1970 Frinton-on-Sea, Gran Bretagna Erba Singolare - Doppio                 | Margaret Smith-Court 2-6 7-5 6-2                       | Ann Haydon Jones                                     |               |                     |
| 19 luglio | Essex Championships 1970 Frinton-on-Sea, Gran Bretagna Erba Singolare - Doppio                 |                                                        |                                                      |               |                     |
| 19 luglio | Swiss Open 1970 Gstaad, Svizzera Terra rossa Singolare - Doppio                                | Rosie Casals 6-2 5-7 6-2                               | Françoise Dürr                                       |               |                     |
| 19 luglio | Swiss Open 1970 Gstaad, Svizzera Terra rossa Singolare - Doppio                                | Rosie Casals Françoise Dürr                            | Helga Niessen Masthoff Betty Stöve                   |               |                     |
| 20 luglio | Montana Invitational 1970 Montana, Svizzera Singolare - Doppio                                 | Lesley Hunt 7-5 1-6 6-2                                | Kazuko Sawamatsu                                     |               |                     |
| 20 luglio | Montana Invitational 1970 Montana, Svizzera Singolare - Doppio                                 |                                                        |                                                      |               |                     |
| 25 luglio | Leicester Midland Open 1970 Leicester, Gran Bretagna Erba Singolare - Doppio                   | Evonne Goolagong Cawley 6-2 6-2                        | Patti Hogan                                          |               |                     |
| 25 luglio | Leicester Midland Open 1970 Leicester, Gran Bretagna Erba Singolare - Doppio                   |                                                        |                                                      |               |                     |
| 26 luglio | Aix Golden Racquet Tournament 1970 Aix-en-Provence, Francia Singolare - Doppio                 | Fiorella Bonicelli 11-9 4-6 6-1                        | Odile de Roubin                                      |               |                     |
| 26 luglio | Aix Golden Racquet Tournament 1970 Aix-en-Provence, Francia Singolare - Doppio                 |                                                        |                                                      |               |                     |
| 26 luglio | Budapest International 1970 Budapest, Ungheria Terra rossa Singolare - Doppio                  | Margaret Smith-Court 6-3 6-2                           | Vlasta Kodesova-Vopickova                            |               |                     |
| 26 luglio | Budapest International 1970 Budapest, Ungheria Terra rossa Singolare - Doppio                  | Mila Holubova Vlasta Kodesova-Vopickova                | Éva Szabó Judith Szorenyi                            |               |                     |
| 26 luglio | US Clay Court Championships 1970 Indianapolis, USA Terra rossa Singolare - Doppio              | Linda Tuero 7-5 6-1                                    | Gail Sherriff Chanfreau Lovera                       |               |                     |
| 26 luglio | US Clay Court Championships 1970 Indianapolis, USA Terra rossa Singolare - Doppio              | Gail Sherriff Chanfreau Lovera Rosie Casals            | Helen Gourlay-Cawley Patricia Walkden-Pretorius      |               |                     |

### Agosto
| Settimana | Torneo                                                                              | Vincitore                                     | Finalista                                       | Semifinalisti | Eliminati ai quarti |
| --------- | ----------------------------------------------------------------------------------- | --------------------------------------------- | ----------------------------------------------- | ------------- | ------------------- |
| agosto    | Torneo di St Moritz 1970 Sankt Moritz, Svizzera Singolare - Doppio                  | Sally Holdsworth 6-2 11-9                     | Robin Blakelock-Lloyd                           |               |                     |
| agosto    | Torneo di St Moritz 1970 Sankt Moritz, Svizzera Singolare - Doppio                  |                                               |                                                 |               |                     |
| agosto    | Bavarian Open 1970 Monaco di Baviera, Germania Singolare - Doppio                   | Evonne Goolagong Cawley 6-2 6-1               | Karen Krantzcke                                 |               |                     |
| agosto    | Bavarian Open 1970 Monaco di Baviera, Germania Singolare - Doppio                   | Brenda Kirk Laura Rossouw                     | Fay Toyne-Moore Nell Truman                     |               |                     |
| agosto    | Brumana International 1970 Brummana, Libano Singolare - Doppio                      | Winnie Shaw 1-6 6-2 6-1                       | Ann Haydon Jones                                |               |                     |
| agosto    | Brumana International 1970 Brummana, Libano Singolare - Doppio                      |                                               |                                                 |               |                     |
| agosto    | Moscow International 1970 Mosca, USSR Singolare - Doppio                            | Ol'ga Morozova 6-4 6-4                        | T. Parmas                                       |               |                     |
| agosto    | Moscow International 1970 Mosca, USSR Singolare - Doppio                            | Ol'ga Morozova T. Parmas                      | Peggy Michel Valerie Ziegenfuss                 |               |                     |
| 2 agosto  | Dutch Open 1970 Hilversum, Paesi Bassi Terra rossa Singolare - Doppio               | Margaret Smith-Court 6-1 6-1                  | Kerry Melville Reid                             |               |                     |
| 2 agosto  | Dutch Open 1970 Hilversum, Paesi Bassi Terra rossa Singolare - Doppio               | Kerry Melville Reid Karen Krantzcke           | Margaret Smith-Court Helga Niessen Masthoff     |               |                     |
| 2 agosto  | Eastern Grass Court Championships 1970 Orange, USA Erba Singolare - Doppio          | Kerry Melville Reid 7-6 6-4                   | Patti Hogan                                     |               |                     |
| 2 agosto  | Eastern Grass Court Championships 1970 Orange, USA Erba Singolare - Doppio          | Rosie Casals Virginia Wade                    | Gail Sherriff Chanfreau Lovera Françoise Dürr   |               |                     |
| 10 agosto | Pennsylvania Lawn Tennis Championship 1970 Merion, USA Erba Singolare - Doppio      | Margaret Smith-Court 6-1 6-0                  | Patricia Walkden-Pretorius                      |               |                     |
| 10 agosto | Pennsylvania Lawn Tennis Championship 1970 Merion, USA Erba Singolare - Doppio      | Gail Sherriff Chanfreau Lovera Françoise Dürr | Mary-Ann Eisel Curtis Valerie Ziegenfuss        |               |                     |
| 10 agosto | Rochester Tournament 1970 Rochester, USA Singolare - Doppio                         | Linda Tuero 6-2 6-4                           | Laura DuPont                                    |               |                     |
| 10 agosto | Rochester Tournament 1970 Rochester, USA Singolare - Doppio                         |                                               |                                                 |               |                     |
| 16 agosto | Canada Open 1970 Toronto, Canada Singolare - Doppio                                 | Margaret Smith-Court 6-8 6-4 6-4              | Rosie Casals                                    |               |                     |
| 16 agosto | Canada Open 1970 Toronto, Canada Singolare - Doppio                                 | Margaret Smith-Court Rosie Casals 6-3, 6-2    | Helen Gourlay-Cawley Patricia Walkden-Pretorius |               |                     |
| 17 agosto | Belgian Open 1970 Knokke-le-Zoute, Belgio Singolare - Doppio                        | Monique van Haver 6-4 6-4                     | Anna Maria Arias-Pinto Bravo                    |               |                     |
| 17 agosto | Belgian Open 1970 Knokke-le-Zoute, Belgio Singolare - Doppio                        |                                               |                                                 |               |                     |
| 17 agosto | German Open 1970 Amburgo, Germania Singolare - Doppio                               | Helga Schultze-Hösl 6-3 6-3                   | Helga Niessen Masthoff                          |               |                     |
| 17 agosto | German Open 1970 Amburgo, Germania Singolare - Doppio                               | Karen Krantzcke Kerry Melville Reid           | Winnie Shaw Virginia Wade                       |               |                     |
| 25 agosto | South Tyrolean Championships 1970 Innsbruck, Austria Terra rossa Singolare - Doppio | Evonne Goolagong Cawley 7-5 6-0               | Sonja Pachta                                    |               |                     |
| 25 agosto | South Tyrolean Championships 1970 Innsbruck, Austria Terra rossa Singolare - Doppio | Evonne Goolagong Cawley Pat Edwards           | Brenda Kirk Botha                               |               |                     |
| 31 agosto | WTA Austrian Open 1970 Kitzbühel, Austria Terra rossa Singolare - Doppio            | Helga Niessen Masthoff 7-5 6-3                | Evonne Goolagong Cawley                         |               |                     |
| 31 agosto | WTA Austrian Open 1970 Kitzbühel, Austria Terra rossa Singolare - Doppio            | Annette Van Zyl Brenda Kirk                   | Helga Niessen Masthoff Winnie Shaw              |               |                     |
| 31 agosto | Turkey Open 1970 Istanbul, Turchia Singolare - Doppio                               | Ann Haydon Jones 6-4 6-1                      | Winnie Shaw                                     |               |                     |
| 31 agosto | Turkey Open 1970 Istanbul, Turchia Singolare - Doppio                               |                                               |                                                 |               |                     |

### Settembre
| Settimana    | Torneo                                                                                             | Vincitore                                       | Finalista                   | Semifinalisti | Eliminati ai quarti |
| ------------ | -------------------------------------------------------------------------------------------------- | ----------------------------------------------- | --------------------------- | ------------- | ------------------- |
| settembre    | Athens International 1970 Atene, Grecia Singolare - Doppio                                         | Fiorella Bonicelli 3-6 6-4 6-4                  | Laura Rossouw               |               |                     |
| settembre    | Athens International 1970 Atene, Grecia Singolare - Doppio                                         |                                                 |                             |               |                     |
| settembre    | Heart of America Tournament 1970 Kansas City, USA Singolare - Doppio                               | Valerie Ziegenfuss 6-0 6-2                      | Corinne Molesworth          |               |                     |
| settembre    | Heart of America Tournament 1970 Kansas City, USA Singolare - Doppio                               |                                                 |                             |               |                     |
| settembre    | Malaysian International Championships 1970 Kuala Lumpur, Malaysia Singolare - Doppio               | P. Maill 4-6 6-2 7-5                            | S. Chotichuti               |               |                     |
| settembre    | Malaysian International Championships 1970 Kuala Lumpur, Malaysia Singolare - Doppio               | Legge Standring                                 | Lim Ewe Law Radhika Menon   |               |                     |
| settembre    | Polish International 1970 Varsavia, Polonia Singolare - Doppio                                     | Odile de Roubin 7-5 4-6 6-4                     | Judith Dibar-Gohn           |               |                     |
| settembre    | Polish International 1970 Varsavia, Polonia Singolare - Doppio                                     |                                                 |                             |               |                     |
| settembre    | Rhodesian International 1970 Salisbury, Rhodesia Singolare - Doppio                                | Mrs. A. Summers 6-1 9-7                         | F. Morris                   |               |                     |
| settembre    | Rhodesian International 1970 Salisbury, Rhodesia Singolare - Doppio                                | Ilana Kloss Mrs. A. Summers                     | Gous F. Morris              |               |                     |
| settembre    | Sydney Metropolitan Hard Court Championships 1970 Sydney, Australia Terra rossa Singolare - Doppio | Evonne Goolagong Cawley                         | Anne Coleman                |               |                     |
| settembre    | Sydney Metropolitan Hard Court Championships 1970 Sydney, Australia Terra rossa Singolare - Doppio |                                                 |                             |               |                     |
| settembre    | Yugoslavia International Championships 1970 Belgrado, Jugoslavia Singolare - Doppio                | Kora Schweidy 6-3 6-3                           | Olfa Lendlova               |               |                     |
| settembre    | Yugoslavia International Championships 1970 Belgrado, Jugoslavia Singolare - Doppio                |                                                 |                             |               |                     |
| 13 settembre | US Open 1970 New York, USA Erba Singolare - Doppio                                                 | Margaret Smith-Court 6-2 2-6 6-1                | Rosie Casals                |               |                     |
| 13 settembre | US Open 1970 New York, USA Erba Singolare - Doppio                                                 | Margaret Smith-Court Judy Tegart-Dalton 6-3 6-4 | Rosie Casals Virginia Wade  |               |                     |
| 20 settembre | Carolinas International Tennis 1970 Charlotte, USA Terra rossa Singolare - Doppio                  | Nancy Richey 6-4 6-1                            | Chris Evert                 |               |                     |
| 20 settembre | Carolinas International Tennis 1970 Charlotte, USA Terra rossa Singolare - Doppio                  | Virginia Wade Margaret Smith-Court              | Françoise Dürr Nancy Richey |               |                     |
| 27 settembre | Pacific Southwest Championships 1970 Los Angeles, USA Singolare - Doppio                           | Sharon Walsh 6-3 6-2                            | Lesley Hunt                 |               |                     |
| 27 settembre | Pacific Southwest Championships 1970 Los Angeles, USA Singolare - Doppio                           |                                                 |                             |               |                     |

### Ottobre
| Settimana  | Torneo                                                                                        | Vincitore                          | Finalista                      | Semifinalisti | Eliminati ai quarti |
| ---------- | --------------------------------------------------------------------------------------------- | ---------------------------------- | ------------------------------ | ------------- | ------------------- |
| ottobre    | Romanian International Championships 1970 Bucarest, Romania Singolare - Doppio                | Judith Dibar-Gohn 6-2 6-1          | Éva Szabó                      |               |                     |
| ottobre    | Romanian International Championships 1970 Bucarest, Romania Singolare - Doppio                | Judith Dibar-Gohn Kun              | Susan Alexander Sandra Walsham |               |                     |
| 3 ottobre  | Eastern Suburb Hard Court Championships 1970 Coogee, Australia Terra rossa Singolare - Doppio | Evonne Goolagong Cawley 6-2 6-0    | Anne Coleman                   |               |                     |
| 3 ottobre  | Eastern Suburb Hard Court Championships 1970 Coogee, Australia Terra rossa Singolare - Doppio |                                    |                                |               |                     |
| 4 ottobre  | Pacific Coast Championships 1970 Berkeley, USA Cemento Singolare - Doppio                     | Nancy Richey 7-6 6-4               | Rosie Casals                   |               |                     |
| 4 ottobre  | Pacific Coast Championships 1970 Berkeley, USA Cemento Singolare - Doppio                     | Lesley Hunt Christy Pigeon 6-2 6-3 | Patti Hogan Judy Tegart-Dalton |               |                     |
| 17 ottobre | Scotland Dewar Cup Edinburgh 1970 Edimburgo, Gran Bretagna Singolare - Doppio                 | Sharon Walsh 6-2 8-6               | Winnie Shaw                    |               |                     |
| 17 ottobre | Scotland Dewar Cup Edinburgh 1970 Edimburgo, Gran Bretagna Singolare - Doppio                 |                                    |                                |               |                     |
| 23 ottobre | Sydney Metropolitan Grass Court Championships 1970 Sydney, Australia Erba Singolare - Doppio  | Evonne Goolagong Cawley 6-3 6-1    | Patricia Coleman-Gregg         |               |                     |
| 23 ottobre | Sydney Metropolitan Grass Court Championships 1970 Sydney, Australia Erba Singolare - Doppio  |                                    |                                |               |                     |
| 24 ottobre | England Dewar Cup Stalybridge 1970 Stalybridge, Gran Bretagna Singolare - Doppio              | Virginia Wade 2-6 6-2 6-1          | Ann Haydon Jones               |               |                     |
| 24 ottobre | England Dewar Cup Stalybridge 1970 Stalybridge, Gran Bretagna Singolare - Doppio              |                                    |                                |               |                     |
| 25 ottobre | Barcelona Ladies Open 1970 Barcellona, Spagna Singolare - Doppio                              | Helga Schultze-Hösl 6-1 6-1        | Susan Alexander                |               |                     |
| 25 ottobre | Barcelona Ladies Open 1970 Barcellona, Spagna Singolare - Doppio                              |                                    |                                |               |                     |
| 31 ottobre | Aberavon Cup 1970 Aberavon, Gran Bretagna Singolare - Doppio                                  | Virginia Wade 6-3 1-6 7-5          | Ann Haydon Jones               |               |                     |
| 31 ottobre | Aberavon Cup 1970 Aberavon, Gran Bretagna Singolare - Doppio                                  |                                    |                                |               |                     |

### Novembre
| Settimana   | Torneo | Vincitore                                     | Finalista                      | Semifinalisti | Eliminati ai quarti |
| ----------- | --- | --------------------------------------------- | ------------------------------ | ------------- | ------------------- |
| novembre    | Southern Transvaal Championships 1970 Johannesburg, Sudafrica Singolare - Doppio                            | Brenda Kirk                                   | non conosciuta (bandiera)      |               |                     |
| novembre    | Southern Transvaal Championships 1970 Johannesburg, Sudafrica Singolare - Doppio                            |                                               |                                |               |                     |
| 1º novembre | Queensland Hard Court Championships 1970 Townsville, Australia Singolare - Doppio                           | Evonne Goolagong Cawley 6-3 3-6 6-4           | Patty Ann Reese                |               |                     |
| 1º novembre | Queensland Hard Court Championships 1970 Townsville, Australia Singolare - Doppio                           |                                               |                                |               |                     |
| 5 novembre  | Australian Hard Court Championships 1970 Toowoomba, Australia Terra rossa Singolare - Doppio                | Evonne Goolagong Cawley 6-3 7-5               | Marilyn Tesch                  |               |                     |
| 5 novembre  | Australian Hard Court Championships 1970 Toowoomba, Australia Terra rossa Singolare - Doppio                | Evonne Goolagong Cawley Patsy Edwards 7-6 6-4 | Anne Coleman Marilyn Tesch     |               |                     |
| 7 novembre  | Torquay Cup 1970 Torquay, Gran Bretagna Singolare - Doppio                                                  | Ann Haydon Jones 6-4 7-5                      | Virginia Wade                  |               |                     |
| 7 novembre  | Torquay Cup 1970 Torquay, Gran Bretagna Singolare - Doppio                                                  |                                               |                                |               |                     |
| 8 novembre  | Argentine and South American Open 1970 Buenos Aires, Argentina Singolare - Doppio                           | Beatrix Araujo 6-4 6-4                        | Raquel Giscafré                |               |                     |
| 8 novembre  | Argentine and South American Open 1970 Buenos Aires, Argentina Singolare - Doppio                           |                                               |                                |               |                     |
| 8 novembre  | Virginia Slim of Richmond 1970 Richmond, USA Terra rossa Indoor Singolare - Doppio                          | Billie Jean King 6-3 6-3                      | Nancy Richey                   |               |                     |
| 8 novembre  | Virginia Slim of Richmond 1970 Richmond, USA Terra rossa Indoor Singolare - Doppio                          |                                               |                                |               |                     |
| 11 novembre | Japan Open Tennis Championships 1970 Osaka, Giappone Singolare - Doppio                                     | Kazuko Sawamatsu 6-3 7-5                      | Kathleen Harter                |               |                     |
| 11 novembre | Japan Open Tennis Championships 1970 Osaka, Giappone Singolare - Doppio                                     | Kathleen Harter Eva Lundquist                 | Murakami Kimiyo Hatanaka       |               |                     |
| 14 novembre | London Dewar Cup Finals 1970 Londra, Gran Bretagna Singolare - Doppio                                       | Françoise Dürr 7-6 2-6 6-2                    | Ann Haydon Jones               |               |                     |
| 14 novembre | London Dewar Cup Finals 1970 Londra, Gran Bretagna Singolare - Doppio                                       | Ann Haydon Jones Virginia Wade                | Françoise Dürr Betty Stöve     |               |                     |
| 15 novembre | Queensland Open 1970 Brisbane, Australia Erba Singolare - Doppio                                            | Evonne Goolagong Cawley 6-3 6-2               | Kristien Shaw-Kemmer           |               |                     |
| 15 novembre | Queensland Open 1970 Brisbane, Australia Erba Singolare - Doppio                                            |                                               |                                |               |                     |
| 24 novembre | Wembley Championship 1970 (British Covered Court) Londra, Gran Bretagna Sintetico indoor Singolare - Doppio | Billie Jean King 8-6 3-6 6-1                  | Ann Haydon Jones               |               |                     |
| 24 novembre | Wembley Championship 1970 (British Covered Court) Londra, Gran Bretagna Sintetico indoor Singolare - Doppio | Billie Jean King Rosie Casals                 | Virginia Wade Ann Haydon Jones |               |                     |

### Dicembre
| Settimana   | Torneo                                                                             | Vincitore                  | Finalista            | Semifinalisti | Eliminati ai quarti |
| ----------- | ---------------------------------------------------------------------------------- | -------------------------- | -------------------- | ------------- | ------------------- |
| 20 dicembre | Auckland Grass Court Championships 1970 Auckland, Nuova Zelanda Singolare - Doppio | Kathleen Harter 6-1 6-0    | Shelley Monds        |               |                     |
| 20 dicembre | Auckland Grass Court Championships 1970 Auckland, Nuova Zelanda Singolare - Doppio |                            |                      |               |                     |
| 21 dicembre | Border Championships 1970 East London, Sudafrica Singolare - Doppio                | Cecilia Martinez 6-4 9-7   | Tory-Ann Fretz       |               |                     |
| 21 dicembre | Border Championships 1970 East London, Sudafrica Singolare - Doppio                |                            |                      |               |                     |
| 26 dicembre | OFS Championships 1970 Bloemfontein, Sudafrica Singolare - Doppio                  | Cecilia Martinez 8-6 6-3   | Tory-Ann Fretz       |               |                     |
| 26 dicembre | OFS Championships 1970 Bloemfontein, Sudafrica Singolare - Doppio                  |                            |                      |               |                     |
| 26 dicembre | South Australian Open 1970 Adelaide, Australia Singolare - Doppio                  | Ol'ga Morozova 6-4 4-6 9-7 | Kristien Shaw-Kemmer |               |                     |
| 26 dicembre | South Australian Open 1970 Adelaide, Australia Singolare - Doppio                  |                            |                      |               |                     |

### Senza data
| Settimana | Torneo                                                                    | Vincitore   | Finalista                 | Semifinalisti | Eliminati ai quarti |
| --------- | ------------------------------------------------------------------------- | ----------- | ------------------------- | ------------- | ------------------- |
|           | Eastern Transvaal Championships 1970 Benoni, Sudafrica Singolare - Doppio | Brenda Kirk | non conosciuta (bandiera) |               |                     |
|           | Eastern Transvaal Championships 1970 Benoni, Sudafrica Singolare - Doppio |             |                           |               |                     |